# Franco Frasi
Franco Frasi (Roma, 11 gennaio 1928 – Verona, 9 aprile 2009) è stato un allenatore di calcio e calciatore italiano, di ruolo mediano.

## Carriera
Cresciuto calcisticamente nelle giovanili della Roma, esordisce in Serie A il 5 dicembre 1948 in occasione della sconfitta esterna col Palermo. Dopo aver disputato in altro incontro in massima serie, a fine stagione viene ceduto al Verona in Serie B.
Dopo tre stagioni da titolare fra i cadetti in Veneto, nel 1952 torna alla Roma ma non riesce a disputare neppure un incontro in campionato. Torna quindi in B per vestire la maglia della Pro Patria, con cui alla prima stagione conquista la promozione in massima serie dopo lo spareggio di Roma contro il Cagliari.
Con i bustocchi Frasi disputa due campionati di Serie A, entrambi chiusi all'ultimo posto (ma nel primo caso la squadra fu ripescata), anche se nel 1955-1956 scende in campo in una sola occasione.
Nell'estate 1956 torna al Verona, contribuendo, con 34 presenze ed una rete, alla vittoria del campionato di serie B 1956-1957 e alla conseguente prima storica promozione in A dei gialloblù. Frasi tuttavia non segue gli scaligeri in massima serie, ma resta in B col Venezia per la stagione 1957-1958, chiusa dai lagunari al terzo posto. Torna quindi per la terza volta a Verona per disputare gli ultimi suoi 5 incontri in B nella stagione 1958-1959.
Nel 1959-1960 gioca la sua ultima stagione a Verona in 1ª Categoria vestendo la maglia della Libertas Caldiero.
In carriera ha totalizzato complessivamente 21 presenze in Serie A e 212 presenze e 12 reti in Serie B.

## Palmarès

### Club

#### Competizioni nazionali
- Serie B: 1

Verona: 1956-1957